# Liste des châteaux de la métropole de Lyon
La liste des châteaux de la métropole de Lyon recense de manière non exhaustive les mottes castrales ou château de terre, les châteaux, château fort ou château de plaisance, les châteaux viticoles, les maisons fortes, les manoirs, situés dans la métropole de Lyon. Il est fait état des inscriptions et classements au titre des monuments historiques.

## Liste
| Icône            | Signification    | Abréviations             | Abréviations                  | Abréviations             | Abréviations           |
| ---------------- | ---------------- | ------------------------ | ----------------------------- | ------------------------ | ---------------------- |
| Château fort     | Château fort     | = Bastide                | = Ferme fortifiée             | = Maison forte           | = (Néo-)Palladianisme  |
| Renaissance      | Renaissance      | = Château gascon         | = Folie (montpelliéraine)     | = Manoir, Gentilhommière | = Résidence épiscopale |
| Domaine viticole | Domaine viticole | = Classicisme, classique | = Forteresse, fort(ification) | = Maison (noble)         | = Style Beaux-Arts     |
| Palais           | Palais           | = Commanderie            | = Gothique (flamboyant)       | = Néo-baroque            | = Style Second Empire  |
| Ruine ou disparu | Ruine, disparu   | = Château pinardier      | = Hôtel particulier           | = Néo-classique          | = Style italianisant   |
|                  |                  | = Demeure seigneuriale   | ... = Style Louis XII...XVI   | = Néo-gothique           | = Style troubadour     |
|                  |                  | = Éclectisme             | = Logis (seigneurial)         | = Néo-Renaissance        | = Villa (de Nice)      |
| Baroque, rococo  | Baroque, rococo  | = Édifice religieux      | = Motte castrale/féodale      | = Pavillon de chasse     | = Styles du XXe siècle |

| Type                                  | Château                           | Commune                   | Protection                                                  | Notes                                        | Coordonnées                 | Illustration |
| ------------------------------------- | --------------------------------- | ------------------------- | ----------------------------------------------------------- | -------------------------------------------- | --------------------------- | ------------ |
| Château fort · Renaissance            | Château d'Albigny-sur-Saône       | Albigny-sur-Saône         | Inscrit MH (1942) · Notice no PA00117703                    | Fin XIIe siècle ou début XIIIe siècle        | 45° 51′ 59″ N, 4° 49′ 51″ E |              |
| Néo-classique                         | Château de la Bachasse            | Sainte-Foy-lès-Lyon       |                                                             | XIXe siècle                                  | 45° 43′ 27″ N, 4° 47′ 29″ E |              |
| Château fort · Style Louis XVI        | Château de la Barollière          | Limonest                  | Inscrit MH (1926) · Notice no PA00117779                    | XIVe et XVIIe siècles                        | 45° 50′ 22″ N, 4° 46′ 46″ E |              |
| Maison forte · Ruine ou disparu       | Château de Beauregard             | Saint-Genis-Laval         |                                                             | XIVe siècle                                  | 45° 41′ 35″ N, 4° 47′ 17″ E |              |
| Classicisme, classique                | Château de Bois Dieu              | Lissieu                   |                                                             | XVIIe siècle                                 | 45° 50′ 42″ N, 4° 44′ 37″ E |              |
| Maison forte                          | Maison forte de Bron              | Bron                      |                                                             | XIIIe et XXe siècles                         | 45° 44′ 09″ N, 4° 54′ 54″ E |              |
| Néo-classique                         | Château des Brosses               | Charbonnières-les-Bains   |                                                             | XIXe siècle                                  | 45° 47′ 08″ N, 4° 44′ 17″ E |              |
| Château fort                          | Château du Buisson                | Fontaines-Saint-Martin    |                                                             | Moyen Âge                                    | 45° 50′ 24″ N, 4° 51′ 01″ E |              |
| Maison forte · Renaissance            | Château de La Bussière            | Oullins                   |                                                             | XVIe et XVIIIe siècles                       | 45° 43′ 01″ N, 4° 48′ 10″ E |              |
| Château fort · Néo-classique          | Château de Charly                 | Charly                    | Inscrit MH (1926) · Notice no PA00117734                    | XIIIe et XVIIIe siècles                      | 45° 38′ 51″ N, 4° 47′ 43″ E |              |
| Maison forte                          | Château de Cuire                  | Caluire-et-Cuire          |                                                             | XIVe et XIXe siècles                         | 45° 47′ 40″ N, 4° 49′ 44″ E |              |
|                                       | Château de la Damette             | Irigny                    |                                                             |                                              | 45° 40′ 27″ N, 4° 49′ 48″ E |              |
|                                       | Château de la Duchère             | Lyon                      |                                                             | détruit en 1972 et 1973                      | 45° 46′ 47″ N, 4° 47′ 38″ E |              |
|                                       | Château de la Ferrandière         | Lyon (Villeurbanne)       |                                                             | Début XVIe siècle, aujourd'hui disparu       | 45° 45′ 33″ N, 4° 52′ 36″ E |              |
|                                       | Château de la Ferrière            | Charbonnières-les-Bains   |                                                             | XVIIIe siècle                                | 45° 46′ 17″ N, 4° 44′ 45″ E |              |
|                                       | Château de Foudras                | Charly                    | Inscrit MH (1935) · Notice no PA00117735                    |                                              | 45° 38′ 41″ N, 4° 47′ 43″ E |              |
| Château fort · Ruine ou disparu       | Château de Francheville           | Francheville              | Inscrit MH (1982) · Notice no PA00117763                    | XIIe siècle                                  | 45° 44′ 11″ N, 4° 46′ 15″ E |              |
| Maison forte                          | Château de Fromente               | Saint-Didier-au-Mont-d'Or |                                                             | Médiéval                                     | 45° 48′ 33″ N, 4° 47′ 41″ E |              |
| Manoir, gentilhommière · Renaissance  | Château du Grand Perron           | Pierre-Bénite             | Classé MH (1979) · Inscrit MH (1979) · Notice no PA00118015 | XVIe siècle                                  | 45° 41′ 59″ N, 4° 48′ 35″ E |              |
| Château fort                          | Château d'Irigny                  | Irigny                    |                                                             | XIIIe siècle                                 | 45° 40′ 21″ N, 4° 49′ 23″ E |              |
|                                       | Château de la Jayère              | Lyon                      |                                                             | XIXe siècle                                  | 45° 47′ 03″ N, 4° 48′ 05″ E |              |
|                                       | Château de Lacroix-Laval          | Marcy-l'Étoile            |                                                             | XVIe siècle, XIXe siècle (remaniement)       | 45° 47′ 11″ N, 4° 43′ 50″ E |              |
|                                       | Château de Lissieu                | Lissieu                   |                                                             |                                              | 45° 51′ 55″ N, 4° 44′ 36″ E |              |
|                                       | Château de Longchêne              | Saint-Genis-Laval         |                                                             | XVIIe siècle                                 | 45° 42′ 16″ N, 4° 47′ 57″ E |              |
| Classicisme, classique                | Château de Lumagne                | Saint-Genis-Laval         | Inscrit MH (1943) · Notice no PA00118035                    | XVIIe siècle                                 | 45° 41′ 11″ N, 4° 47′ 53″ E |              |
| Néo-Renaissance                       | Château de Ménival                | Lyon                      |                                                             | XIXe siècle                                  | 45° 45′ 27″ N, 4° 47′ 12″ E |              |
|                                       | Château du Mont d'Or              | Saint-Didier-au-Mont-d'Or |                                                             | XVIIe siècle                                 | 4° 48′ 07″ N, 45° 48′ 24″ E |              |
|                                       | Château de La Motte               | Lyon                      |                                                             | XVe et XVIe siècles                          | 45° 44′ 41″ N, 4° 51′ 10″ E |              |
|                                       | Château Mouterde                  | Saint-Didier-au-Mont-d'Or |                                                             | XVIIe siècle                                 | 45° 48′ 15″ N, 4° 47′ 58″ E |              |
| Manoir, gentilhommière                | Manoir de Parsonge                | Dardilly                  |                                                             | XVIe siècle                                  | 45° 48′ 15″ N, 4° 47′ 58″ E |              |
|                                       | Château-Perret                    | Collonges-au-Mont-d'Or    |                                                             |                                              | 45° 49′ 08″ N, 4° 50′ 08″ E |              |
| Renaissance                           | Château du Petit Perron           | Pierre-Bénite             |                                                             |                                              | 45° 42′ 01″ N, 4° 48′ 39″ E |              |
|                                       | Château du Razat                  | Vernaison                 |                                                             |                                              | 45° 39′ 21″ N, 4° 48′ 53″ E |              |
| Château fort · Classicisme, classique | Château de Rochetaillée-sur-Saône | Rochetaillée-sur-Saône    | « Photo », notice no AP51L02660                             | XIIe et XVIIe siècles, musée de l'automobile | 45° 50′ 33″ N, 4° 50′ 10″ E |              |
|                                       | Château de la Rochette            | Caluire-et-Cuire          |                                                             |                                              |                             |              |
| Maison (noble)                        | Maison La Rivette                 | Caluire-et-Cuire          |                                                             |                                              | 45° 47′ 43″ N, 4° 49′ 51″ E |              |
|                                       | Château de Saint-André du Coing   | Saint-Didier-au-Mont-d'Or |                                                             |                                              |                             |              |
|                                       | Château de Saint-Cyr              | Saint-Cyr-au-Mont-d'Or    |                                                             |                                              |                             |              |
|                                       | Château de Sandar                 | Limonest                  |                                                             |                                              |                             |              |
|                                       | Château de Sans-Souci             | Limonest                  |                                                             |                                              |                             |              |
|                                       | Château de Saint-Priest           | Saint-Priest              |                                                             |                                              |                             |              |
| Classicisme, classique                | Château de La Tour                | Saint-Genis-Laval         | Inscrit MH (1943) · Notice no PA00118036                    | XVIIe siècle                                 | 45° 41′ 37″ N, 4° 47′ 35″ E |              |
|                                       | Château du Tourvéon               | Collonges-au-Mont-d'Or    |                                                             |                                              |                             |              |
|                                       | Château de la Trolanderie         | Curis-au-Mont-d'Or        |                                                             |                                              |                             |              |
|                                       | Château du Vivier                 | Écully                    |                                                             | Abrite l'institut Paul-Bocuse                |                             |              |